# علاء الجمل
علاء الجمل ( 1976)، ممثل ومخرج أردني 

## عن حياته
نال بكالوريوس التمثيل والإخراج من جامعة اليرموك العام 2001، وهو عضو (رابطة) نقابة الفنانين، وعضو فرقة طقوس المسرحية، شارك في مهرجانات محلية وعربية ودولية، منها: مهرجان القاهرة التجريبي (2003)، مهرجان عمون السابع (2001)، مهرجان المسرح الأردني السادس عشر (2009)، من أبرز أعماله (الطيب والخناجر، قبائل الشرق، وضحا وابن عجلان)

## من  أعماله

### المسلسلات
- توأم روحي
- صهيل الأصايل
- نصف القمر
- قبائل الشرق
- أبو جعفر المنصور

## روابط خارجية
- علاء الجمل على موقع قاعدة بيانات الأفلام العربية